# 颱風安迪 (1982年)
颱風安迪 (英語：Typhoon Andy, PAGASA：Iliang) 為1982年太平洋颱風季的熱帶氣旋之一。曾造成13人死亡, 2人失蹤,其中死亡的包含知名作家洪醒夫。

## 影響地區
- 關島
- 臺灣
- 菲律賓
- 中国

## 外部連結
- . 國立情報學研究所. （英文）